# فرودگاه جیجل فرهات عباس
فرودگاه جیجل فرهات عباس (به انگلیسی: Jijel Ferhat Abbas Airport) یک فرودگاه همگانی با کد یاتا GJL است . این فرودگاه در شهر جیجل، الجزایر کشور الجزایر قرار دارد و در ارتفاع ۱۱ متری از سطح دریا واقع شده‌است.

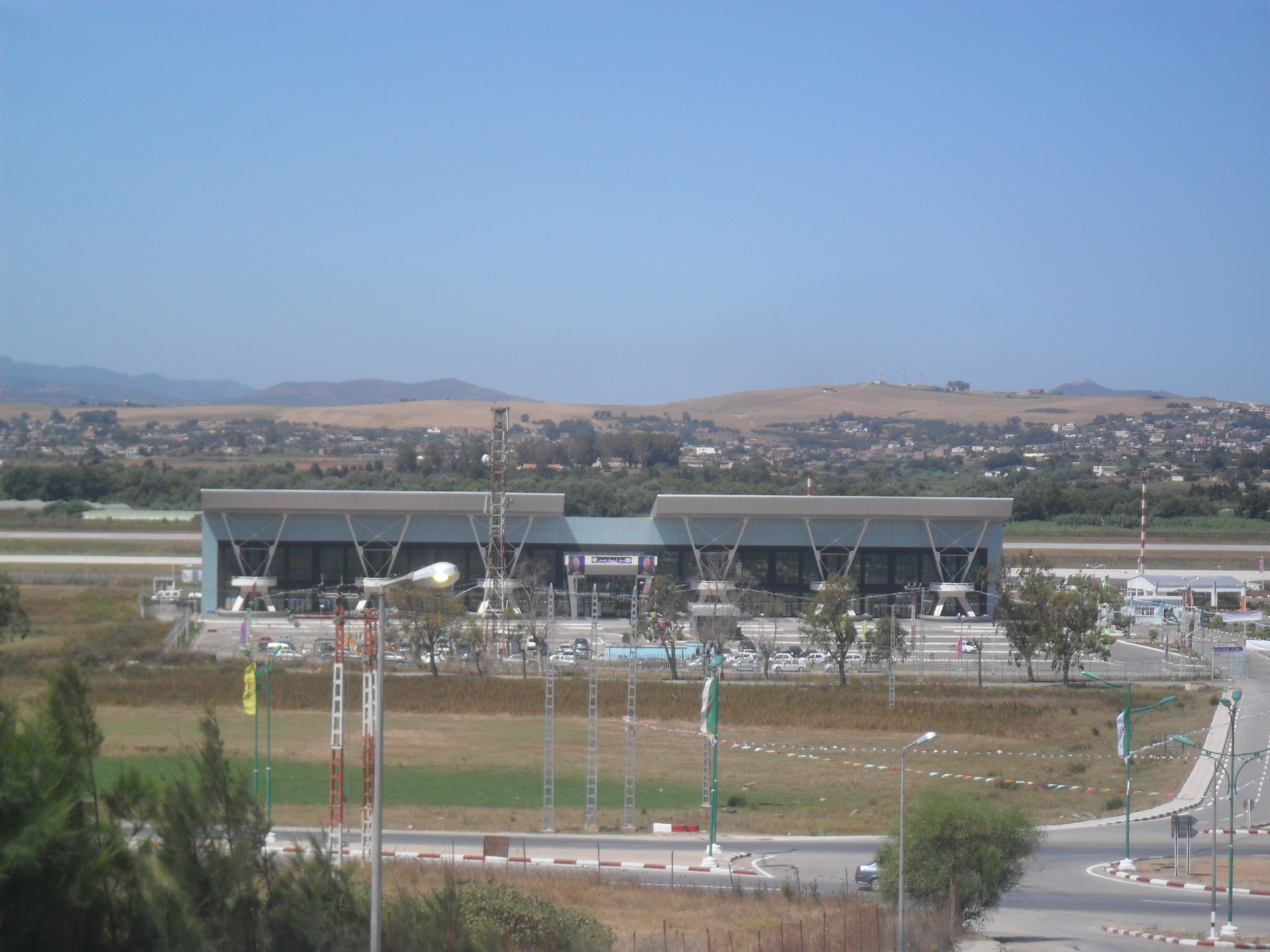
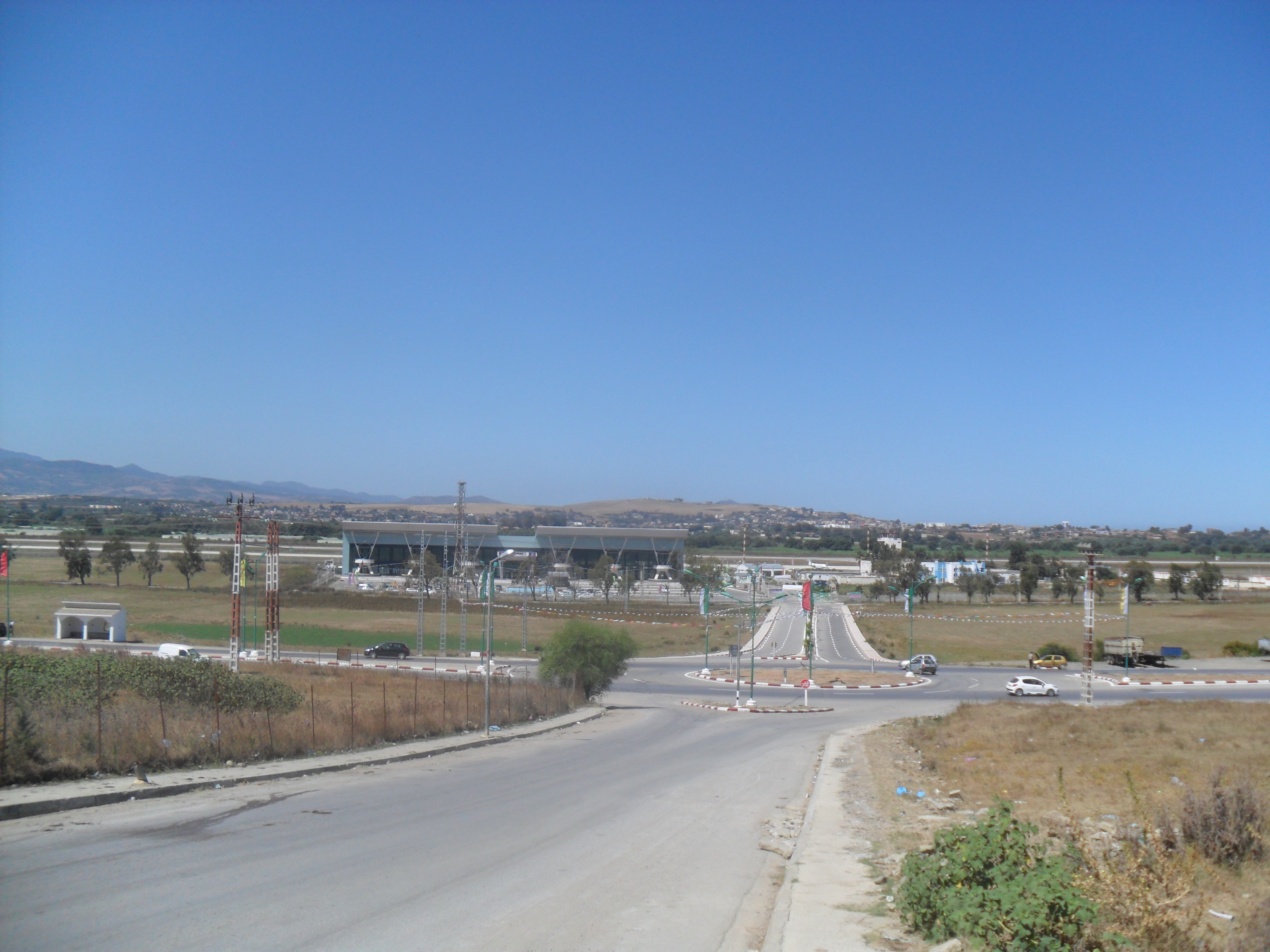